# Michael Hague
Michael Hague (Los Angeles, 8 de setembro de 1948) é um ilustrador americano. Já ilustrou O Mágico de Oz (L. Frank Baum), O Hobbit (J.R.R. Tolkien), e histórias de Hans Christian Andersen.

## Biografia
Entre os livros, ele ilustrou clássicos como The Wind in the Willows, The Wizard of Oz, The Hobbit e as histórias de Hans Christian Andersen. Ele é conhecido pelos detalhes intrincados e realistas que traz para seu trabalho e pelas cores ricas que escolhe.
Hague estudou no Art Center College of Design em Los Angeles. Ele lista suas influências como a série de quadrinhos Prince Valiant e as obras da Disney, os gravadores japoneses Hiroshige e Hokusai e os ilustradores da virada do século XX, Arthur Rackham, W. Heath Robinson, N.C. Wyeth e Howard Pyle. Sua primeira grande chance veio através de Trina Schart Hyman, que como diretora de arte da Cricket Magazine, deu a ele várias tarefas de capa.
Trabalhos mais recentes incluem a história em quadrinhos In the Small, um trabalho colaborativo com seu filho, o designer gráfico Devon Hague, publicado em 2008 pela Little, Brown and Company.
Ele e sua esposa, a autora Kathleen Hague, também colaboraram em vários livros.  Eles atualmente vivem em Colorado Springs.

## Livros ilustrados[7]
- Gulliver in Lilliput: A Hallmark Pop-Up Book (Hallmark Children’s Editions, 1975)[8]
- The Cabbage Moth and the Shamrock de Ethel Marbach (Green Tiger Press, 1978)
- Dream Weaver de Jan Yolen (Collins, 1979)
- A Necklace of Fallen Stars de Beth Hilgartner (Little, Brown, 1879)
- Beauty and the Beast retold de Deborah Apy (Holt, Rhinehart & Winston, 1980)
- Demetrius and the Golden Goblet de Eve Bunting (Harcourt, Brace, Jovanovich, 1980)
- Dragons of Light de Orson Scott Card e Dave Smeds (Ace Books, 1980) ISBN 0-441-16660-1
- East of the Sun and West of the Moon recontado por Kathleen e Michael Hague (Harcourt Brace Jovanovich, 1980) ISBN 0-15-224703-3
- Moments: Poems about the Seasons editado por Lee Bennett Hopkins (Harcourt Brace Jovanovich, 1980)
- A Mouse Called Junction de Julia Cunningham (Pantheon, 1980)
- The Wind in the Willows de Kenneth Grahame (Henry Holt & Co., 1980)
- The Man Who Kept House (Harcourt Brace Jovanovich, 1981)
- Michael Hague's Favourite Hans Christian Andersen Fairy Tales de Hans Christian Andersen e Jane S. Woodward (Holt, Rhinehart & Winston, 1981)
- The Night before Christmas de Clement C. Moore (Holt, Rinehart & Winston, 1981)
- The Unicorn and the Lake de Marianna Mayer (Dial Books for Young Readers, 1982)
- The Dragon Kite de Nancy Luenn (Harcourt Brace Jovanovich, 1982)
- The Lion, the Witch, and the Wardrobe de C.S. Lewis (Macmillan, 1983)
- The Reluctant Dragon de Kenneth Grahame (Holt, Rinehart & Winston, 1983)
- The Velveteen Rabbit de Margery Williams (Holt, Rhinehart & Winston, 1983)
- Alphabears: An ABC Book de Kathleen Hague (Holt, Rinehart & Winston, 1984)
- The Frog Princess recontado por Elizabeth Isle (Thomas Y. Crowell, 1984)
- The Hobbit de J. R. R. Tolkien (Houghton Mifflin, 1984)
- Mother Goose: A Collection of Classic Nursery Rhymes (Holt, Rinehart & Winston, 1984)
- Rapunzel de Jakob Grimm e Wilhelm Grimm (Creative Education, 1984)
- Aesop's Fables (Holt, Rinehart & Winston, 1985)
- Alice’s Adventures in Wonderland de Lewis Carroll (Holt, Rinehart & Winston, 1985)
- A Child's Book of Prayers (Holt, Rinehart & Winston, 1985)
- The Legend of the Veery Bird de Kathleen Hague (Harcourt Brace Jovanovich, 1985)
- Numbears: A Counting Book de Kathleen Hague (Holt, Rinehart & Winston, 1986)
- Out of the Nursery, into the Night de Kathleen Hague (Holt, Rinehart & Winston, 1986)
- Enchanted World Series
  - Seekers and Saviors (1986), vol. 12
  - Fabled Lands (1986), vol. 13
- Michael Hague's World of Unicorns (Holt, Rinehart & Winston, 1986), revisado como Mundo Mágico dos Unicórnios de Michael Hague (Simon & Schuster Books for Young Readers, 1999
- Unicorn Pop-up Book (Holt, Rinehart & Winston, 1986)
- Peter Pan de J.M. Barrie (Henry Holt & Co., 1987)
- The Secret Garden de Frances Hodgson Burnett (Henry Holt, 1987)
- The Land of Nod, and Other Poems for Children (Holt, Rinehart & Winston, 1988)
- Rootabaga Stories, Part One de Carl Sandburg (Harcourt Brace Jovanovich, 1988)
- Rootabaga Stories, Part Two de Carl Sandburg (Harcourt Brace Jovanovich, 1989)
- Bear Hugs de Kathleen Hague (Holt, Rinehart & Winston, 1989)
- Cinderella and Other Tales from Perrault (Henry Holt & Co., 1989)
- The Fairies de William Allingham (Henry Holt & Co., 1989)
- The Unicorn Alphabet de Marianna Mayer (Dial, 1989)
- The Wizard of Oz de L. Frank Baum (Holt, Rinehart & Winston 1989)
- Old Mother West Wind de Thornton W. Burgess (Holt, Rinehart & Winston, 1990)
- Prairie-Town Boy de Carl Sandburg [With Joe Krush] (Harcourt Brace Jovanovich, 1990)
- My Secret Garden Diary (Arcade, 1990)
- Magic Moments: A Book of Days (Arcade, 1990)
- Our Baby: A Book of Records and Memories (Arcade, 1990)
- A Unicorn Journal (Arcade, 1990)
- The Borrowers de Mary Norton (Harcourt Brace Jovanovich, 1991)
- Michael Hague's Illustrated "The Teddy Bears' Picnic” (Holt, Rinehart & Winston, 1992)
- Twinkle, Twinkle, Little Star (Morrow Junior Books, 1992)
- South Pacific (Harcourt Brace Jovanovich, 1992)
- The Rainbow Fairy Book (Morrow, 1993)
- The Fairy Tales of Oscar Wilde (Michael O’Mara Books, 1993)
- The Little Mermaid de Hans Christian Andersen (Holt, Rinehart & Winston, 1993)
- Little Women de Louisa May Alcott (Holt, Rinehart & Winston, 1993)
- Teddy Bear, Teddy Bear: A Classic Action Rhyme (Morrow, 1993)
- Sleep, Baby, Sleep: Lullabies and Night Poems (Morrow, 1994)
- The Book of Dragons (Morrow, 1995)
- The Children's Book of Virtues editado por William J. Bennett (Simon & Schuster, 1995)
- Michael Hague's Family Christmas Treasury (Holt, Rinehart & Winston, 1995)
- The Owl and the Pussy-Cat, and Other Nonsense Poems (North-South Books, 1995)
- Michael Hague's Family Easter Treasury (Holt, Rinehart & Winston, 1996)
- The Perfect Present (Morrow, 1996)
- The Children’s Book of Heroes editado por William J. Bennett (Simon & Schuster, 1997)
- The Story of Doctor Dolittle de Hugh Lofting (Books of Wonder, 1997)
- The Children's Book of America editado por William J. Bennett (Simon & Schuster, 1998)
- The Twenty-third Psalm: From the King James Bible (Holt, Rinehart & Winston, 1999)
- Ten Little Bears: A Counting Rhyme (Morrow, 1999)
- The Book of Fairies (HarperCollins, 2000)
- The Children's Treasury of Virtues editado por William J. Bennett (Simon & Schuster, 2000)
- The Children's Book of Faith editado por William J. Bennett (Doubleday, 2000)
- A Wind in the Willows Christmas (SeaStar Books, 2000)
- The Book of Pirates (HarperCollins, 2001)
- Kate Culhane, a Ghost Story (SeaStar Books, 2001)
- The Tale of Peter Rabbit de Beatrix Potter (2001) ISBN 1-58717-052-3
- The Voyages of Doctor Dolittle de Hugh Lofting (Books of Wonder, 2001)
- The Children's Book of Home and Family editado por William J. Bennett (Doubleday Books for Young Readers, 2002)
- Good Night, Fairies de Kathleen Hague (SeaStar Books, 2002)
- The Teddy Bears' Picnic de Jimmy Kennedy (Henry Holt, 2002)
- The Life and Adventures of Santa Claus de L. Frank Baum (Henry Holt, 2003)
- The Nutcracker (Chronicle, 2003)
- The Book of Fairy Poetry (HarperCollins, 2004)
- Legendary Creatures of Myth and Magic de Marianna Mayer (Madison Park Press, 2006)
- Lionel and the Book of Beasts de E. Nesbit, recontado por Michael Hague (HarperCollins, 2006)
- Animal Friends: A Collection of Poems for Children (Henry Holt, 2007)
- Little Bitty Mousie de Jim Aylesworth (Walker & Company, 2007)
- The Book of Wizards (HarperCollins, 2008)
- In the Small (Little, Brown, 2008)
- Irving Berlin’s White Christmas (HarperCollins, 2010)
- Michael Hague’s Treasured Classics (Chronicle, 2011)
- Michael Hague's Read-to-Me Book of Fairy Tales (HarperCollins, 2013)